# Joseph Lamothe
Joseph Lamothe (fallecido el 31 de agosto de 1891 en Les Gonaïves) fue un militar y político haitiano, Presidente de Haití de julio a octubre de 1879.

## Biografía
El general Joseph Lamothe llegó al poder después de la renuncia del presidente Pierre Théoma Boisrond-Canal el 17 de julio de 1879.
Formó un gobierno provisional el 26 de julio con otro militar de alto rango, el general Hériston Hérissé.
Pronto, Joseph Lamothe enfrentó una rebelión por parte de los liberales y una bancarrota del Estado haitiano, el cual ya no podía pagar los sueldos de sus funcionarios. Los bonos del Tesoro se emitían desde instituciones financieras extranjeras, especialmente estadounidenses,  que tenían un índice de desgaste exorbitante.
En octubre de 1879, el gobierno provisional de Lamothe fue derrocado por un golpe militar del general Richelieu Duperval. Este último hizo detener a Lamothe y a su compañero Hérissé. Al regresar del exilio, Lysius Salomon, secundado por las autoridades militares de Puerto Príncipe, ordenó la disolusión de este gobierno provisional y fue elegido por la Asamblea Nacional como nuevo mandatario.